# Zambèsia
Zambèsia fou el nom donat per la Companyia Britànica de l'Àfrica del Sud als territoris que pretenia administrar d'acord amb la cessió feta pel rei ndebele Lobengula el febrer de 1888. El nom fou adoptat el 30 d'octubre de 1888 i havia de cobrir una extensa zona a les actuals Zàmbia i Zimbàbue.
El 23 de gener de 1894 es van constituir les entitat de Zambèsia del Nord (incloent el protectorat de Matabelàndia) i Zambèsia del Sud (Zambeze River, inclòs el protectorat de Barotselàndia); el 3 de maig de 1895 les dues zambèsies es van unir en el Protectorat de Rhodesia format per:
- Maxonalàndia
- Matabelàndia
- Barotselàndia
- Zambeze River

El 24 de juny de 1901 Maxonalàndia i Matabelàndia es van unir per formar la Rhodèsia del Sud, mentre Barotselàndia i els territoris del Riu Zambeze es van unir per formar la Rhodèsia del Nord, subdividida en dues entitats: Rhodèsia del Nord-oest i Rhodèsia del Nord-est, fins a la supressió de les dues entitats el 1911.